# Operación Huerto
La Operación Huerto (en hebreo: מבצע בוסתן) fue un ataque aéreo israelí sobre un objetivo conocido por los sirios con el nombre clave de Al-Kibar, situado en la región de Dayr az-Zawr, en Siria, llevado a cabo justo después de la medianoche del 6 de septiembre de 2007. De acuerdo con la información que se dio a conocer en los diversos medios de comunicación, el ataque fue ejecutado por el 69.º Escuadrón de F-15I Strike Eagle de la Fuerza Aérea Israelí, además de aviones F-16 Fighting Falcon y una aeronave militar de inteligencia electrónica, con un total de ocho aeronaves. Los aviones de combate estaban equipados con misiles Aire-Tierra AGM-65 Maverick, bombas de 227 kilos y tanques externos de combustible. Un informe indicó asimismo que un comando de la unidad Shaldag, que formaban parte de la Fuerza Aérea Israelí, llegó al lugar el día previo para señalizar los objetivos vía láser.

## Incursión previa al ataque
De acuerdo con lo informado por el diario The Sunday Times, los miembros del Sayeret Matkal, unidad de las Fuerzas de Defensa Israelíes, se introdujeron en las proximidades de la central nuclear siria antes del ataque del 6 de septiembre y llevaron muestras de agua y de arena a Israel. Tras la realización de diversos análisis y confirmarse que dicho material provenía de Corea del Norte, los Estados Unidos dieron la aprobación a Israel para realizar el ataque. The Times también informó que esta misión fue dirigida personalmente por el Ministro de Defensa de Israel, Ehud Barak.

## Detección por radar

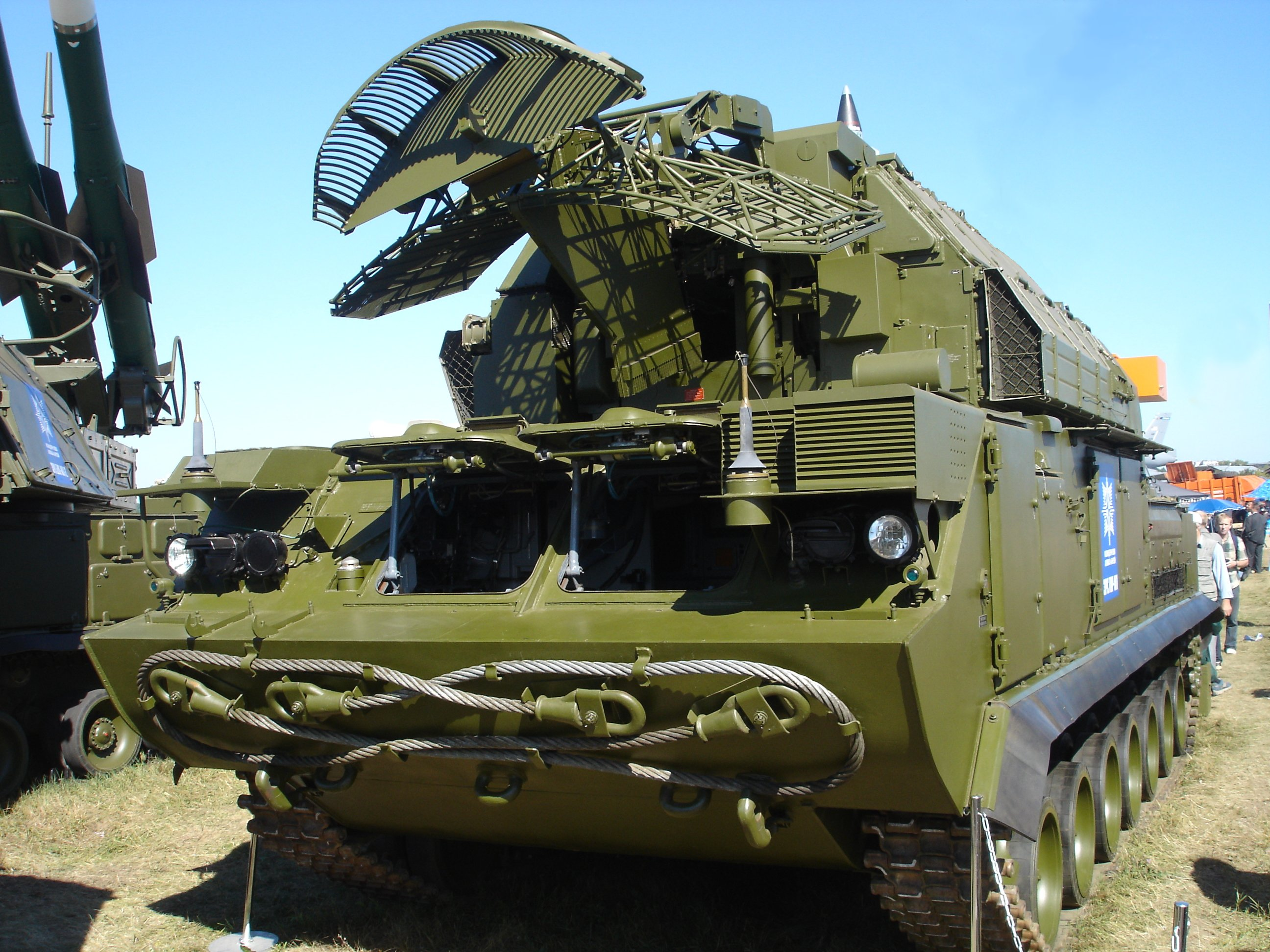
Sistema Tor-M1 como el empleado por Siria.

Según las fuentes militares e industriales que contactaron con la revista Aviation Week and Space Technology, los israelíes utilizaron durante la operación un sistema tecnológico similar al Suter, desarrollado por los Estados Unidos. Con este sistema, la Fuerza Aérea Israelí fue capaz de penetrar con sus aviones de combate en el espacio aéreo sirio sin ser detectados por radar. Este sistema permitió manipular directamente la señal recibida por los radares enemigos, mostrando en sus sensores objetivos falsos. Eso demostró la efectividad de este sistema, dado que Siria disponía de dos sistemas modernos que había adquirido a Rusia poco tiempo antes de los ataques, supuestamente los Tor-M1 y Péchora-2A.

## El objetivo

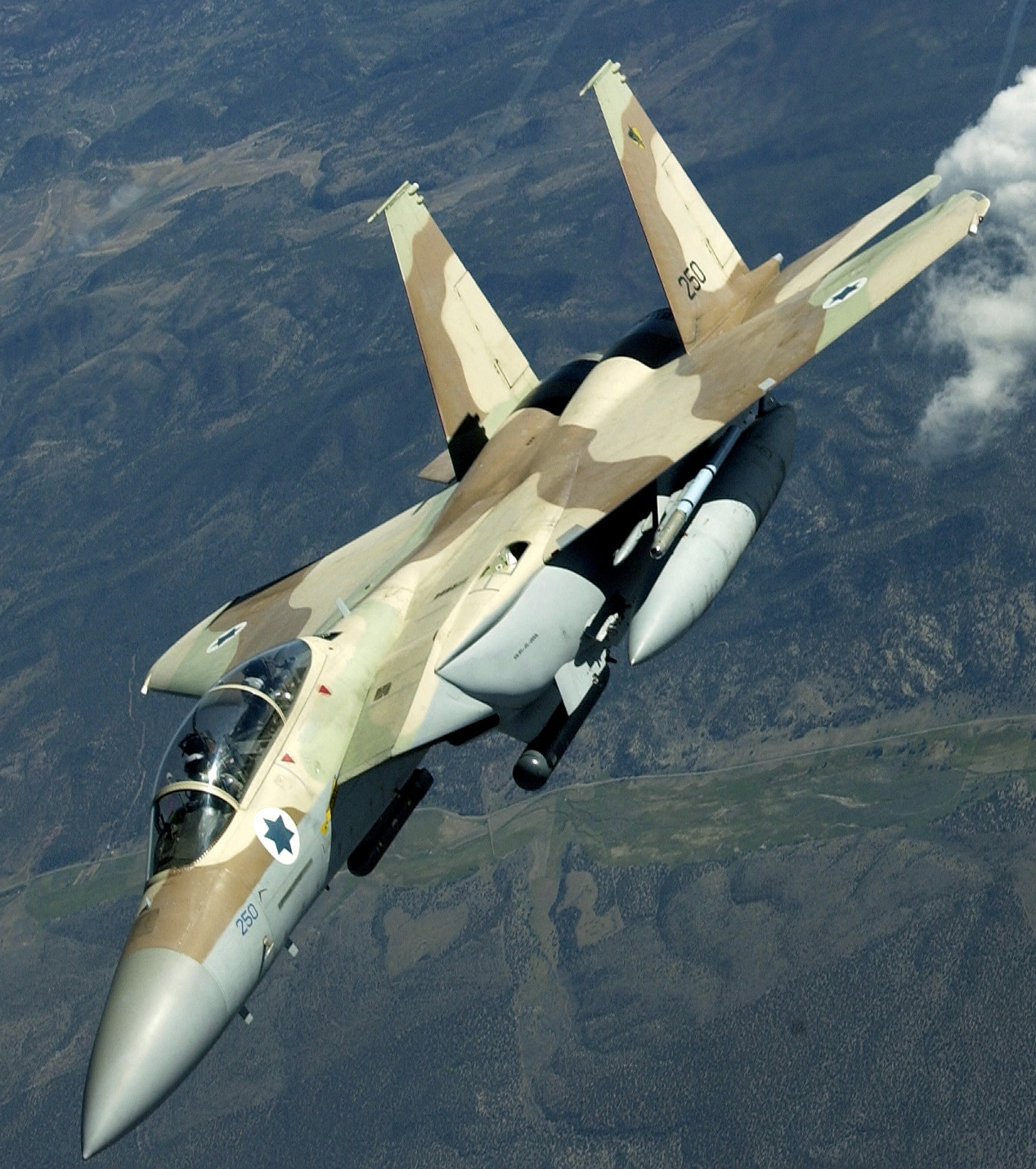
McDonnell Douglas F-15I Strike Eagle

La CNN informó primeramente que este ataque tuvo como objetivo destruir armamento «destinado a los miembros de Hezbolá» y que la operación israelí «dejó un enorme hueco en el desierto». El 13 de septiembre, el diario The Washington Post dio a conocer que los servicios de inteligencia estadounidenses e israelíes habían conseguido información sobre una instalación nuclear construida en Siria con la ayuda de Corea del Norte, y que el objetivo era una «instalación capaz de construir armamento no convencional». En opinión del The Sunday Times, el objetivo era un escondrijo de materiales nucleares procedentes de Corea del Norte. Un barco norcoreano había atracado en Siria unos días antes, y tras el ataque Corea del Norte condenó públicamente la incursión; un hecho insólito, dado que el gobierno norcoreano normalmente no se hace eco de los eventos internacionales. El barco fue posteriormente identificado como el Al Hamed, una nave de 1700 toneladas de carga que anteriormente había sido propiedad de una empresa norcoreana. El navío navegaba con bandera de Corea del Sur cuando atravesó el Canal de Suez y atracó en el puerto sirio de Tartus el 28 de julio. Volvió el 3 de septiembre, cuando se dijo que estaba descargando cemento.
Esta información fue puesta en duda el 24 de septiembre, cuando The Raw Story informó que oficiales de los servicios de inteligencia de los Estados Unidos habían dicho que no se había atacado a una central nuclear, sino que el objetivo habían sido los misiles No-Dong construidos en Corea del Norte. De acuerdo con el informe, los misiles eran anticuados, pero Siria estaba intentando armarlos «químicamente».
El vicepresidente sirio Faruq Al Shara anunció el 30 de septiembre que el objetivo destruido por la Fuerza Aérea Israelí era el ACSAD (acrónimo en inglés de Arab Center for the Studies of Arid zones and Dry lands; traducido: Centro Árabe de Estudios para Zonas Áridas y Tierras Secas), pero el propio centro negó inmediatamente este hecho. Al día siguiente, el presidente sirio, Bashar al-Assad, describió el objetivo bombardeado como un «complejo militar vacío e inacabado que todavía estaba en construcción». Bashar Al-Assad no ofreció mayores detalles sobre la naturaleza de la edificación ni la finalidad de la misma.
El 28 de septiembre, el diario kuwaití Al Jareeda anunció que el general iraní Ali Reza Asgari, quien había desaparecido en febrero, fue la fuente del ataque aéreo. Esta noticia fue confirmada por el grupo de inteligencia Stratfor, que aseguró que Asgari «otorgó a Israel los conocimientos necesarios sobre el programa de misiles sirio, para llevar a cabo el ataque aéreo».
El 14 de octubre, el periódico The New York Times, citando fuentes de inteligencia militar de los Estados Unidos e Israel, publicó que el objetivo había sido un reactor nuclear en construcción, bajo la supervisión de técnicos norcoreanos, de los cuales un número indeterminado de estos técnicos fallecieron en el ataque.

## Reacciones posteriores al ataque
Siria respondió afirmando que sus defensas antiaéreas habían disparado a aviones de la Fuerza Aérea Israelí, que habían bombardeado zonas vacías en el desierto o edificios militares que no estaban en uso. Por parte de Israel no se hicieron comentarios sobre el incidente, a pesar de que el primer ministro Ehud Ólmert dijo que «los servicios de seguridad y las Fuerzas de Defensa Israelíes están demostrando un coraje inusual. Naturalmente, nosotros nunca mostramos al público nuestras cartas». A los medios de comunicación israelíes se les prohibió realizar su propia investigación sobre el ataque aéreo. El 16 de septiembre, el jefe del Aman, Amos Yadlin, dijo ante el comité parlamentario que Israel había recuperado su «capacidad de disuasión». Al secretario de Defensa de los Estados Unidos, Robert Gates, se le preguntó si Corea del Norte estaba colaborando con Siria en su rearme nuclear, pero respondió únicamente que «nosotros estamos observando a los norcoreanos con mucha cautela. También observamos a los sirios con mucha cautela». El primer reconocimiento público por parte de Israel llegó el 19 de septiembre cuando el líder de la oposición, Benjamín Netanyahu, dijo que había tenido noticia de la operación y que había felicitado al primer ministro Olmert. El asesor de Netanyahu, Uzi Arad, declaró posteriormente a Newsweek: «Sé lo que ocurrió, y cuando salga a la luz dejará boquiabierto a todo el mundo».
El 17 de septiembre, el primer ministro Olmert anunció que estaba preparado para sellar la paz con Siria «sin condiciones preestablecidas y sin ultimátums». De acuerdo con una encuesta realizada por el Dahaf Research Institute, la popularidad de Olmert subió del 25 % al 35 % tras el ataque aéreo.
El 2 de octubre de 2007, las Fuerzas de Defensa Israelíes confirmaron que el ataque tuvo lugar, siguiendo una petición del diario israelí Haaretz para levantar la censura. Sin embargo, los mandos militares todavía siguen censurando los detalles sobre el ataque aéreo y el objetivo.
El 26 de octubre, se difundieron imágenes por los servicios secretos de Estados Unidos en declaraciones al The New York Times, en las que se señalaba que la instalación atacada había sido desmantelada por Siria poco después del bombardeo, prueba según los informadores de que Siria tenía algo que ocultar.

## Secuelas
Se ha sabido que cerca de un millón de usuarios de Yes, el único proveedor de televisión por satélite de Israel, han recibido una señal pobre de las emisiones televisivas desde el 6 de septiembre de 2007. Además, el proveedor no ha sido capaz de solucionar el problema. El gobierno israelí alega que el origen de la mala señal es la actividad de «navíos holandeses y alemanes de la fuerza de pacificación de la ONU en el sur del Líbano». Pero no se ha explicado por qué la actividad de los barcos de guerra no afectó a la recepción de la señal antes del 6 de septiembre.
El periodista israelí Ronen Bergman escribió en su libro The Secret War with Iran que la información inicial acerca del proyecto sirio de reactor nuclear procedió de Ali-Reza Asgari, un viceministro de defensa iraní que desapareció en Turquía en 2007 y quien según unos medios desertó a algún país de occidente o, según fuentes iraníes, fue secuestrado o incluso asesinado.